# Weichenried
Weichenried ist ein Ortsteil des oberbayerischen Marktes Hohenwart. Bis 1972 war er Sitz einer selbstständigen Gemeinde.

## Geographische Lage
Das Pfarrdorf liegt etwa drei Kilometer nordöstlich des Hauptorts der Marktgemeinde an der Bundesstraße 300.

## Kirche: St. Anna

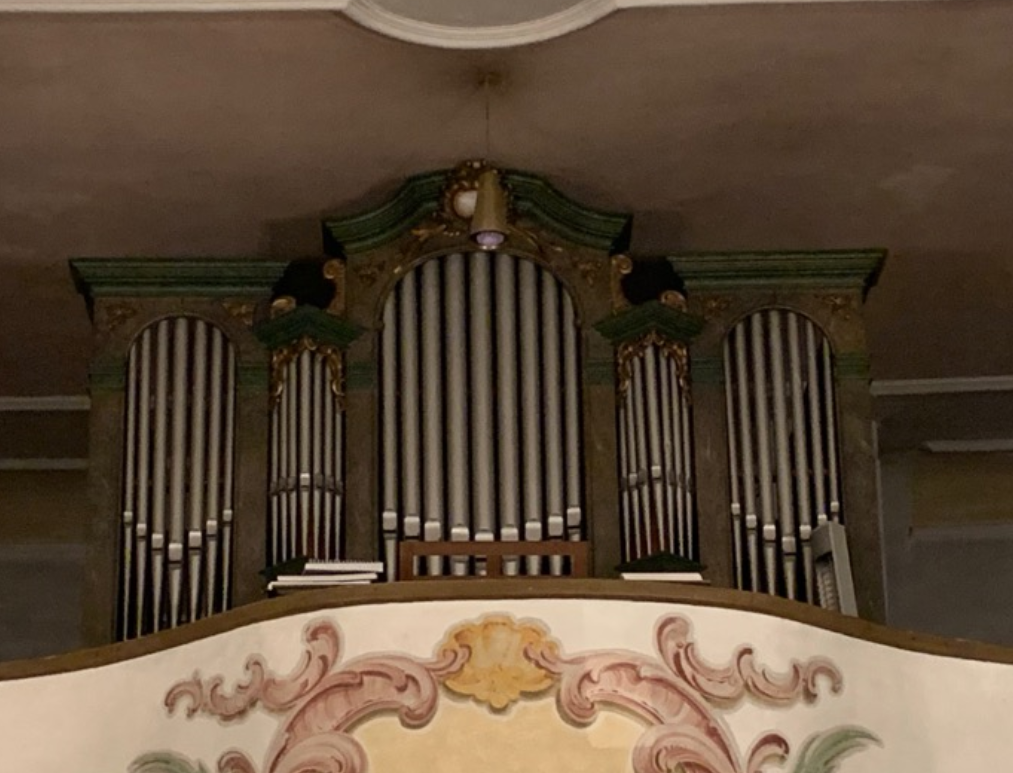
Die Orgel

Die katholische Pfarrkirche Sankt Anna wurde 1691 über gotischem Kern errichtet und 1861 umgestaltet.
- Orgel

Orgelbauer: W.Sauer
| I Manual C–f3 |      |
| Gedeckt       | 8′   |
| Salicional    | 8′   |
| Vox coelestis | 8'   |
| Gamba         | 8'   |
| Principal     | 8'   |
| Oktav         | 4'   |
| Traversflöte  | 4'   |
| Mixtur        | 2 ⁄3 |

| Pedal C–d1 |     |
| Subbass    | 16‘ |
| Violon     | 8'  |

- Koppeln: I/P
- 1 Manual + Pedal
- 9 Register (+ 1 Koppeln + volles Werk)

Derzeitige Organisten sind: Waltraud Lehmair, Kilian Niedermayr, Stefan Hirschberger

## Geschichte
Zur 1818 mit dem zweiten bayerischen Gemeindeedikt gegründeten Gemeinde gehörten auch die Orte Englmannszell, Eulenried, Hardt, Lindach und Schwaig. Die Gemeinde gehörte zum Landkreis Schrobenhausen. Am 1. Januar 1972 wurde sie in den Markt Hohenwart eingegliedert. Mit der Auflösung des Landkreises Schrobenhausen wurde die Marktgemeinde am 1. Juli 1972 in den Landkreis Pfaffenhofen an der Ilm umgegliedert.

## Sehenswürdigkeiten
Folgende Baudenkmäler sind in der Denkmalliste aufgeführt:
- Pfarrkirche
- Pfarrhof
- Wegkapelle